# Corps Ratisbonia München
Das Corps Ratisbonia München ist eine suspendierte, pflichtschlagende und farbentragende Studentenverbindung im Kösener Senioren-Convents-Verband (KSCV). Das Corps vereint Studenten und ehemalige Studenten der Hochschulen in München und Ulm. Die Corpsmitglieder werden Ratisbonen genannt.

## Couleur, Wappen und Wahlspruch
Ratisbonia hat die Farben weiß-rot-hellblau mit silberner Perkussion. Dazu wird eine hellblaue Studentenmütze getragen. Die Füchse tragen ein Fuchsenband in weiß-rot mit silberner Perkussion. Der Wahlspruch lautet Virtus et honos!
Das Wappen zeigt rechts oben die Farben des Corps, links oben das Bundeszeichen mit gekreuzten Korbschlägern ohne Laubkranz, mit dem Stiftungsdatum 19. I. [18]72, dem Datum der Aufnahme in den Kösener Senioren-Convents-Verband 25. V. [18]98 und dem Monogramm V. H. für den Wahlspruch Virtus et Honos, rechts unten gekreuzte silberne Schlüssel in Rot (Stadtwappen von Regensburg) und links unten schwarz in blau den Zirkel des Corps.

## Geschichte

### Gründungszeit
Am 19. Januar 1872 gründeten ehemalige Schüler aus Regensburg in München die Akademische Gesellschaft der Regensburger. Nach 1873 erfolgter Namensänderung in Freie Studentenverbindung Ratisbonia gehörte die Korporation von 1884 bis 1890 dem Münchener Verbindungs-Convent an und war danach bis 1898 Mitglied des Coburger Landsmannschafter Convents. Am 27. Januar 1898 erklärte Ratisbonia sich zum Corps und wurde am folgenden Tag zunächst als renoncierendes Mitglied beim Münchener Senioren-Convent aufgenommen; am 25. Mai 1898 wurde sie dort recipiert und damit auch Mitglied des Kösener Senioren-Convents-Verbands. Mit dem Corps Neoborussia Halle ging sie ein befreundetes Verhältnis ein. 

### Kriegszeit
In der Zeit des Nationalsozialismus musste Ratisbonia am 29. Februar 1936 wie alle Corps suspendieren. Nach dem Zweiten Weltkrieg am 15. Dezember 1950 rekonstituiert, suchte sie den Anschluss an den schwarzen Kreis. Der wurde durch die Neugründung des Hallenser Nachfolgecorps Saxonia Frankfurt verhindert, das mit der befreundeten und suspendierten Neoborussia Halle das gleiche Ziel verfolgte. Auch der blaue Kreis winkte ab.

### Endgültige Suspension
Am 1. Juni 1969 musste das Corps wegen Nachwuchsmangels suspendieren. Während der Suspension wurde 1971 der Altherrenverband in den Magdeburger Kreis aufgenommen. Am 22. April 1994 gelang unter Hilfe des Magdeburger Kreises die Rekonstitution in Ulm. Seit dem Sommersemester 1996 verfügte das Corps wieder über ein eigenes Corpshaus am Ulmer Galgenberg. Im Sommersemester 2007 musste Ratisbonia wegen Mitgliedermangels erneut suspendieren. Das Corpshaus im Strölinweg wurde zunächst durch den Altherrenverband in der Hoffnung auf baldige Rekonstitution weiterbetrieben. Diese blieb jedoch aus, worauf der Altherrenverband Ratisbonias am 10. Oktober 2009 einen Traditionsvertrag mit dem Corps Transrhenania München unterzeichnete. Das Corpshaus im Strölinweg wurde verkauft. Ein aktiver Altherrenausschuss hat seine Arbeit in München aufgenommen und füllt den Traditionsvertrag mit Transrhenania mit Leben aus.

## Mitglieder
In alphabetischer Reihenfolge

Franz Holper

- Alfons Auer (1857–1910), Bürgermeister von Regensburg
- Hans Aull (1869–1948), Präsident des OLG Augsburg und des OLG Bamberg
- Franz Bartscherer (1877–1960), Vorstandsvorsitzender der August-Thyssen Hütte AG
- Heinrich Bleicher (1861–1929), Stadtkämmerer in Frankfurt am Main und Professor für Versicherungsmathematik und Statistik
- Günther Blumentritt (1859–1941), Architekt
- Thomas Bokorny (1856–1929), Privatdozent für Chemie und Mineralogie
- Reinhard Dannheim (1936–2021), Professor für Augenheilkunde
- Walter Siegfried Flatau (1862–1926), Gynäkologe
- Willy Frank (1903–1989), Zahnarzt im KZ Auschwitz
- Adolf Güngerich (1894–1966), Landrat
- Anton Hauptmann (1864–1953), Bayerischer Staatsrat
- Theodor Henkel (1855–1934), Pionier der Milchwissenschaft
- Julius von Henle (1864–1944), Regierungspräsident in Unterfranken
- Jürgen Herrlein (* 1962 in Regensburg), Rechtsanwalt und Studentenhistoriker
- Franz Holper (1862–1935), Architekt und Maler
- Günther Holstein (1892–1931), Professor für Öffentliches Recht und Kirchenrecht in Greifswald und Kiel
- Richard Korherr (1903–1989), Nationalökonom und Statistiker bei der SS
- Martin Kulla (* 1972), Professor für Anästhesie
- Friedrich Helmut Lepp (1913–1996), Professor für Zahnmedizin
- Richard Leutheußer (1867–1945), Vorsitzender des Staatsministeriums von Thüringen
- Karl von Lewinski (1873–1951), Generalkonsul in New York; Vertreter des Deutschen Reiches bei den Reparationsverhandlungen
- Ludwig Mayr-Falkenberg (1893–1962), Diplomat und Landrat
- Sigmund Moosauer (1877–1944), Admiraloberstabsarzt
- Herbert Neupert (1911–2002), Ministerialdirektor im Bundesverkehrsministerium
- Friedrich Niedermayer (1856–1942), Architekt
- Friedrich Niedermayer (1887–1959), Chirurg
- Frank Palm (* 1962), Professor für Kieferchirurgie
- Paul Pfann (1860–1919), Architekt
- Otto Pittinger (1878–1926), Soldat und Politiker
- Robert Rehlen (1859–1941), Architekt
- Richard Risser (1906–1996), Vorstand der Niederrheinischen Hütte AG
- Rudolf Strempel (1891–1981), Dermatologe
- Eberhard Struck (* 1937), Professor für Chirurgie, Herzchirurg
- Reinhard Vetter (* 1940), Experte für Datenschutz
- Georg Widenbauer (1875–1960), Lehrer und Heimatforscher
- Fritz Wunschel (1891–1945), Richter am Reichsverwaltungsgericht
- Siegfried Michael Zehendner (1901–1975), Lehrer und Komponist
- Fritz Zierer (1885–1968), Landrat in Pfarrkirchen